# Leptoperla cacuminis

Leptoperla cacuminis (лат.) — уязвимый вид веснянок из семейства Gripopterygidae, эндемик горы Косцюшко на юго-востоке Австралии. Личинки этого вида были обнаружены только в одном ручье в истоке реки Сноуи-Ривер, находящемся на высоте 2 135 м чуть ниже вершины горы, над границей леса. Основными угрозами для вида являются последствия изменения климата, особенно сокращение количества осадков, повышение температуры и пожары. Весь известный ареал вида находится в пределах национального парка Косцюшко.